# Teoria socjologiczna
Teoria socjologiczna (myśl socjologiczna) – zespół idei, pozwalających na porządkowanie obserwacji świata społecznego i refleksja teoretyczna na temat socjologii, funkcjonowaniem społeczeństw i metodami ich badania.
Teoria socjologiczna jest ogółem treści teoretycznych rozwijanych w ramach socjologii. Nie jest ona jednolita – w jej ramach można wyróżnić szereg odrębnych teorii czy nurtów teoretycznych (nazywanych zbiorczo teoriami socjologicznymi), które oparte są na odmiennych założeniach i prezentują odmienne tezy.

## Teoria socjologiczna a dyscypliny pokrewne

### Teoria społeczna
Nie ma wyraźnej różnicy znaczeniowej pomiędzy teorią społeczną a teorią socjologiczną. Pojęcia te są często odnoszone do tych samych treści. Poszczególni autorzy używają tylko jednego z nich, używają obu pojęć zamiennie lub rozróżniają je według arbitralnie ustalonych kryteriów. Zauważa się jednak, że teoria socjologiczna jest działem socjologii, natomiast teoria społeczna łączy się również z innymi naukami społecznymi, np. antropologią kulturową czy naukami politycznymi. Można więc ją uznać za pojęcie szersze.
Niektórzy autorzy (np. Anthony Giddens) uznają teorię społeczną za dyscyplinę zajmującą się ogólnymi problemami, związanymi z epistemologią czy ontologią społeczną. Zbliża ją to do filozofii społecznej. Teoria socjologiczna z kolei ma być dyscypliną bliższą empirii, zajmującą się współczesnymi społeczeństwami (tzn. społeczeństwami nowoczesnymi).

### Filozofia społeczna
Filozofia społeczna jest częścią filozofii i tym samym jest starsza od teorii socjologicznej (tak jak i samej socjologii). Zajmuje się refleksją filozoficzną na temat społeczeństwa i jego mechanizmów, szczególnie na najbardziej podstawowym poziomie (epistemologia i ontologia społeczna). Nie jest nastawiona na empiryczną weryfikację i stosowalność swoich twierdzeń. Ma też często charakter normatywny. Wielu klasyków teorii socjologicznej jest uznawana także za wybitnych filozofów społecznych.

## Historia teorii socjologicznej
Teoria socjologiczna powstała razem z socjologią. Wcześniejsza refleksja teoretyczna na temat społeczny przyjmowała postać filozofii społecznej. Była częścią szerszych teorii filozoficznych i w dużej mierze miała charakter spekulatywny. Ta wczesna refleksja nad społeczeństwem określana jest czasami jako prototeoria socjologiczna czy po prostu jako myśl społeczna.
Właściwa teoria socjologiczna powstaje w połowie XIX w. Do najwybitniejszych jej przedstawicieli w tym okresie zalicza się Augusta Comte'a, Herberta Spencera, Karla Marxa i Friedricha Engelsa. Również ich prace były częścią większych konstrukcji teoretycznych (w kolejności: pozytywizmu, ewolucjonizmu i marksizmu).
W pierwszych dekadach XX wieku sformułowano teorie obecnie uznawane za klasyczne. Do najważniejszych autorów tego okresu należą: Émile Durkheim, Georg Simmel, Max Weber, Vilfredo Pareto, Florian Znaniecki, czy George Herbert Mead. Stworzone przez nich koncepcje były bardzo różnorodne i legły u podstaw odmiennych nurtów teoretycznych w socjologii.
W latach pięćdziesiątych XX wieku nastąpiło przewartościowanie w teorii socjologicznej. W wyniku inspiracji neopozytywizmem liczni badacze podjęli wysiłek przekształcenia socjologii w myśl metodologicznych wskazań filozofii nauki, co miało służyć "unaukowieniu" socjologii. Zmianie uległo również rozumienie teorii w socjologii. W myśl twierdzeń pozytywizmu logicznego, nauka powinna składać się jedynie ze zdań stwierdzających fakty (zdań protokolarnych), oraz zdań stwierdzających relacje między nimi. Muszą one mieć jednoznaczną wartość logiczną. W konsekwencji refleksja teoretyczna oceniana była negatywnie, a większość klasycznego dorobku teoretycznego została odrzucona, jako nienaukowa spekulacja.
Do wpływowych teorii ukształtowanych w tym okresie należą teoria wymiany społecznej George'a Homansa czy inspirowaną teoriami klasycznymi teorię systemów Talcotta Parsonsa.
W latach sześćdziesiątych rozgorzały dyskusje na temat kryzysu w socjologii, a w szczególności w teorii socjologicznej. Neopozytywistyczna socjologia była krytykowana z wielu punktów widzenia, m.in. za swoją ateoretyczność. Starano się nie tylko rewitalizować klasyczną teorię socjologiczną, ale powstały również nowe podejścia teoretyczne, np. socjologia fenomenologiczna Alfreda Schütza czy etnometodologia Harolda Garfinkla. Szeroko dyskutowano również kwestie metodologiczne, dotyczące roli teorii i sposobów jej tworzenia (np. Robert Merton i Anselm Strauss).
Do najbardziej ambitnych teorii stworzonych w okresie późniejszym należą teorie Anthony'ego Giddensa czy Pierre'a Bourdieu. Pojawiło się również kilka ujęć teoretycznych łączących socjologię z innymi dyscyplinami, np. ekonomią (nowy instytucjonalizm), czy biologią (socjobiologia). W latach dziewięćdziesiątych postmodernizm zakwestionował możliwość stworzenia całościowej teorii społeczeństwa (wielkiej narracji)
Randall Collins i Jonathan H. Turner wskazują, że współcześnie mamy do czynienia z "hiperinflacją" czyli nadmiarem podejść teoretycznych. W konsekwencji nie poświęca się im należnej uwagi, a poszczególne podejścia nie są ze sobą konfrontowane, lecz współistnieją obok siebie.

## Rodzaje teorii socjologicznej

### Dziedziny teorii socjologicznej według Talcotta Parsonsa
Talcott Parsons wyróżnił pięć typów, lub dziedzin teorii socjologicznych. Dotyczą one różnych obszarów zainteresowania czy poziomów analizy. Są one ściśle związane z ideą socjologii u Parsonsa, jako nauki o systemach społecznych:
1. teoria ogólna – rozumiana jako teoria systemu społecznego;
2. teoria motywacji społecznego zachowania – teoria osobowości i motywacji, oraz ich wpływ na systemy społeczne;
3. teoria analizy porównawczej systemów społecznych – obszar zainteresowania etnologii i antropologii kulturowej;
4. teorie szczegółowe, odnoszące się do poszczególnych obszarów badawczych i problemów empirycznych;
5. operacjonalizacja teorii do potrzeb socjologii empirycznej.

### Teoria średniego zasięgu
Rodzaj teorii odnoszącej się do pewnych zjawisk społecznych czy populacji, której nie da się ekstrapolować w skali globalnej, za to jest ona przydatna do opisu szczególnych warunków życia społecznego. Budowa tego typu teorii zaproponowana została przez Roberta Mertona, aby przeciwstawić się istniejącej w pierwszej połowie XX wieku tendencji do budowy wielkich gmachów teoretycznych mało przydatnych do interpretacji szczególnych przypadków rzeczywistości społecznej.

### Teoria ugruntowana
Rodzaj teorii średniego zasięgu, utworzonej zgodnie z metodologią teorii ugruntowanej Anselma Straussa i Barneya Glasera. Jest ona tworzona na podstawie materiału empirycznego zebranego podczas badań jakościowych (wywiadów, obserwacji i analizy treści). Teoria tworzona jest stopniowo, poprzez kolejne etapy generalizacji i porządkowania danych, aż do momentu, kiedy teoria w dostateczny sposób wyjaśnia pewien typ zjawisk społecznych. Taka teoria jest "ugruntowana" w określonym materiale empirycznym.

## Kryzys teorii socjologicznej
Po II wojnie światowej, wielokrotnie wskazywano, że teoria socjologiczna jest w stanie ciężkiego kryzysu.
Jako przejawy tego kryzysu wskazywano:
1. niezadowalające relacje między teorią socjologiczną a badaniami empirycznymi, a w szczególności nieużyteczność praktyczna teorii,
2. wieloparadygmatyczność teorii i brak konsensu co do podstawowych pojęć,
3. uwikłanie teorii w podstawowe dychotomie epistemologiczne (np. holizm/indywidualizm, naturalizm/antynaturalizm),
4. zależność od instytucji władzy i pełnienie wobec nich funkcji legitymizującej.

Dla niektórych autorów kryzys jest jednak permanentnym stanem teorii socjologicznej.